# Асиновский, Олег Эдуардович
Олег Эдуардович Асиновский (род. 28 июня 1964, Москва) — российский поэт.
Публиковался с конца 1980-х гг. в альманахах «Поэзия», «Истоки» и др. Стихи Асиновского вошли в «Антологию русского верлибра», в 1989 г. вышел первый авторский сборник. После десятилетнего перерыва вернулся к занятиям поэзией в 1999 г. Публиковался в журналах «Арион», «Воздух», «Крещатик», «Футурум арт», а также в Интернете, выпустил новую книгу «Полотно» (2005). По мнению поэта и критика Бориса Колымагина, Асиновский продолжает в современной русской поэзии традицию Генриха Сапгира:

Традицию «Псалмов» в современной русской поэзии продолжил Олег Асиновский. Его стихотворная походка тоже стремится к «поэтичности». Его речь, чтобы избежать выхолащивания, тоже активно использует игру, неожиданные смысловые повороты. И, как и Сапгир в «Псалмах», Асиновский активно использует ресурс метафизики для создания органического письма. Собственно, все последние произведения поэта связаны с книгой книг — с Библией. Он не только пишет на библейские мотивы, но и создает своеобразный комментарий на отдельные библейские книги.

## Книги стихов
- Полотно. — М.: Мосты культуры, Русский ПЕН-ЦЕНТР, 2005. — 184 с.
- Триада. — М.: Виртуальная галерея, 2006. (Совместно с Борисом Констриктором и Татьяной Михайловской)
- Плавание. — М.: Русский Гулливер, 2010. — 644 с.